# 10 век пр.н.е.

## Събития
- около 1000 пр.н.е.: Начало на Желязната епоха в Гърция

- 961 или 960 пр.н.е.: Соломон става цар на Израел и Юдея
- 957 – 951 пр.н.е.: Строеж на Соломоновия храм

## Личности
- Давид, цар на древните израелити (1006 пр.н.е.–965 пр.н.е.)
- Соломон, цар на древните израелити (965 пр.н.е.–925 пр.н.е.)
- Абсалом, син на цар Давид, полубрат на Соломон
- Зороастър, ирански религиозен реформатор